# Вантажний бот

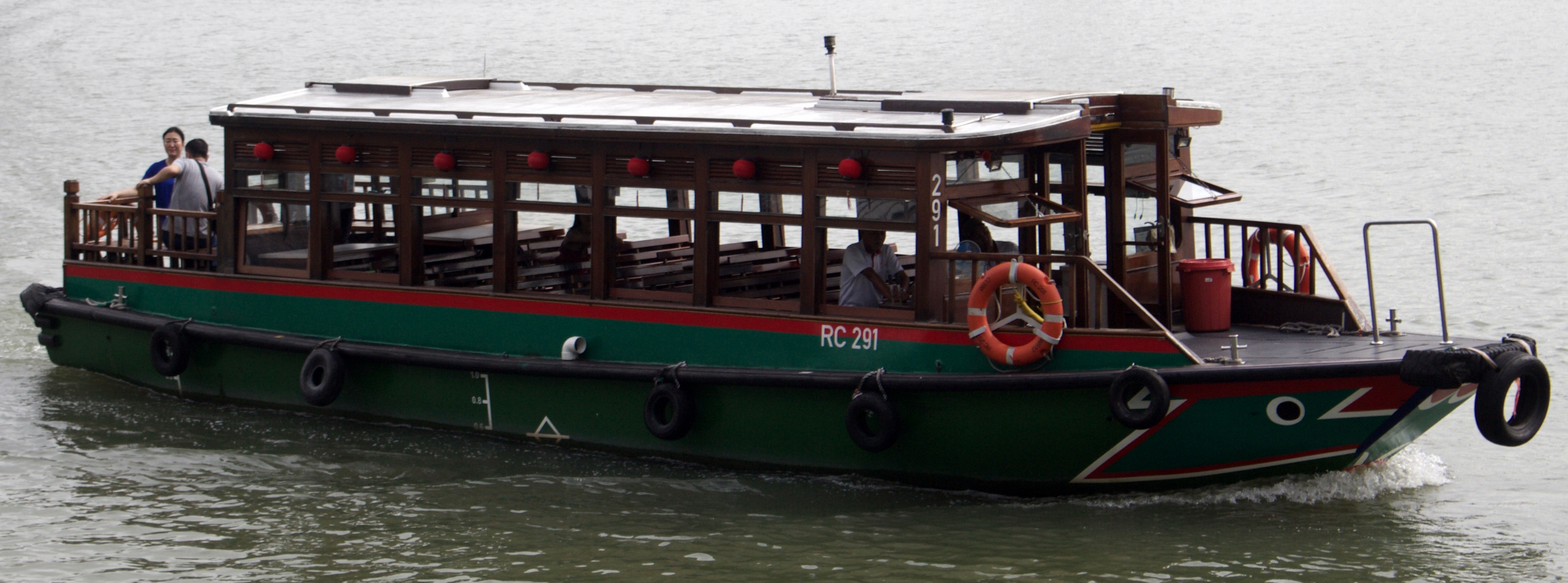
Туристичний вантажний бот на річці Сінгапур

Вантажний бот (bumboat) - це малий човен який використовують для перевезення запасів на судна пришвартовані на рейді. Назва походить від голландського слова каное—"boomschuit" («boom» в перекладі «дерево») та «човен».
У романі Тобіаса Смоллетта 1748 «Пригоди Родеріка Рендома», «bumboat woman» веде справи з ув'язненими матросам на борту вербувального, який пришвартовано поблизу причалу Тауеру на Темзі у Лондоні.
У книзі Г. В. Швенка «HMS Pinafore» зображео 'Little Buttercup' у якоості Bumboat Woman.
У Сінгапур термін «bumboat» застосовують до невеликих водних таксі та човнів які возять туристів.